# Paraschoenionta
Paraschoenionta is een kevergeslacht uit de familie van de boktorren (Cerambycidae). De wetenschappelijke naam van het geslacht werd voor het eerst geldig gepubliceerd in 1950 door Breuning.

## Soorten
Paraschoenionta is monotypisch en omvat slechts de volgende soort:
- Paraschoenionta shelfordi Breuning, 1950